# Luigi Sanminiatelli Zabarella
Luigi Sanminiatelli Zabarella (Pieve Santo Stefano, 11 febbraio 1834 – Firenze, 19 settembre 1879) è stato un giurista e politico italiano.

## Biografia
Nacque da Ferdinando Sanminiatelli e Leopolda Pescatori. La sua era una famiglia nobile, con il titolo di conte, che aveva acquisito il nome dalla terra dell'antico dominio della repubblica fiorentina e i cui membri avevano ricoperto cariche nel Comune di Pisa, nell'Ordine di Santo Stefano e nella Corporazione della lana.
Appassionato di discipline penali, Luigi Sanminiatelli si iscrisse a giurisprudenza. Successivamente esercitò la professione di avvocato.
Insegnò nei corsi pubblici di giurisprudenza istituiti dalla Provincia e dal Municipio fiorentini. Il 3 luglio del1860, ottenne la cattedra  alla Scuola di giurisprudenza, presso l'Istituto fiorentino di studi superiori.
Fu il titolare della cattedra di diritto penale presso l'Istituto Cesare Alfieri di Firenze e, in questo ruolo, partecipò al Comitato esecutivo della scuola di scienze sociali. Da studioso, contribuì alla codificazione del diritto penale.
Nelle elezioni del 1867, si candidò a Pisa e a trentatré anni entrò in Parlamento, dove rimase fino al 1870.
Morì a Firenze il 19 settembre del 1879, a 45 anni.